# 张雨东
张雨东（1964年4月—），福建闽侯人，汉族，中华人民共和国政治人物、全国人民代表大会四川地区代表。
毕业于中科院上海光学精密机械研究所光学专业。加入中国民主促进会。任中科院成都光电技术研究所所长，四川省政协副主席，民进四川省委主委。2008年起担任全国人大代表。2013年，担任全国人大代表。2018年1月，当选第十三届全国政协委员。
2021年8月，任科学技术部副部长。